# جواد هاشم

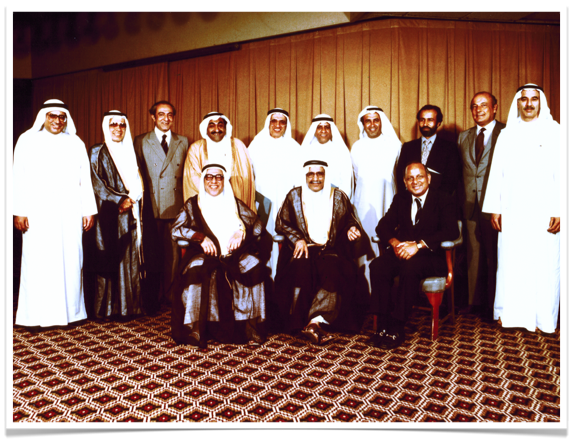
أوّل مجلس إدارة لإنفستكورب، ويظهر جواد هاشم (في الصف الخلفي وهو الثالث من اليسار) كما يظهر نمير كردار (في أقصى يمين الصف الأمامي).

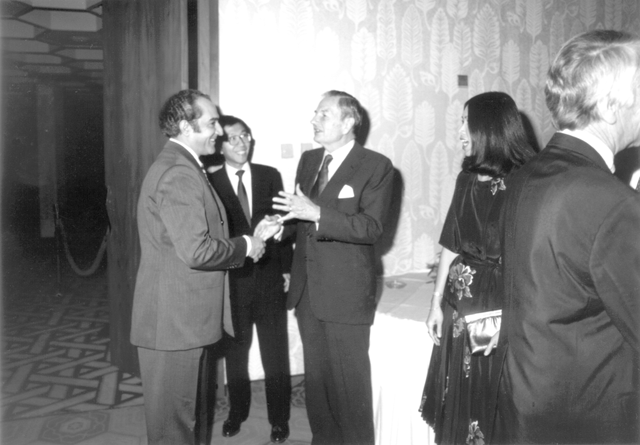
جواد هاشم مع ديفيد روكفلر سنة 1980

الدكتور جواد محمود هاشم هو اقتصادي عراقي، ولد في عين تمر سنة 1938.
انتقلت عائلته إلى كربلاء ثم بغداد حيث أتم دراسته الثانوية سنة 1955. وفي شهر تشرين الثاني من العام نفسه سافر إلى لندن ليلتحق بكلية فيكتوريا ويلتقي بطالب حسين الشبيب الذي أقنعه بالانضمام لحزب البعث العربي الاشتراكي.
عاد إلى العراقي في صيف 1956، والتحق بكلية الإدارة والاقتصاد في جامعة بغداد ويتخرج سنة 1960، ويعين فيها معيدا.
قبل بعدها في كلية لندن للاقتصاد والعلوم السياسية  وحصل على شهادة الماجستير سنة 1963 ثم الدكتوراه في سنة 1966 وعاد للعراق سنة 1967، حيث عين أمينا عاما بالوكالة للمجلس الأعلى للتربية والتنمية الاجتماعية الذي كان يترأسه رئيس الوزراء طاهر يحيى.
شغل منصب وزير التخطيط للفترة من 30 تموز 1968 حتى 25 كانون الثاني 1971، تفرغ بعدها للعمل مدرسا وأستاذا مساعدا في الجامعة المستنصرية، ثم عاد لشغل المنصب من جديد للفترة 15 أيار 1972 حتى 11 تشرين الثاني 1974. عمل بعدها في مجلس قيادة الثورة، كما عمل مستشارا رئاسيا.
يذكر أنه في بتاريخ 10 آب 1973، كان في زيارة رسمية لبيروت، فاختطف الموساد طائرته وأفرج عنه في اليوم نفسه.
وفي 6 أيار 1977، غادر العراق إلى أبي ظبي في الإمارات العربية المتحدة ليشغل منصب رئيس صندوق النقد العربي. وفي 18 تشرين الأول 1978، استدعي إلى بغداد لتحقق المخابرات معه، لكنه أفرج عنه في يوم 24 من الشهر نفسه وعاد إلى أبي ظبي في اليوم التالي. بقي في المنفى بعد انتهاء عمله في أيار 1982.
عند تأسيس شركة إنفستكورب سنة 1982، كان ضمن أول مجلس إدارة للشركة.
لما انتهت فترة رئاسته لصندوق النقد العربي في أيار 1982، وبسبب خلافات سياسية مع صدام حسين، لم يرجع إلى العراق فأقام في لندن. وفي أوائل حزيران 1982، بعث باستقالته من منصبه مستشارا رئاسيا لصدام حسين، لكن الحكومة العراقية تجاهلت طلبه ذاك. وبين حزيران 1982 وتموز 1983 تلقّى عددا من التهديدات من الاستخبارات العراقية،
وبسبب المشكلات مع الحكومة العراقية، لم يقدر جواد هاشم أن يمارس عمله في شركة إنفستكورب ولا أن يحضر مقابلات اللجنة التنفيذية ومجلس الإدارة، وفي 7 كانون الثاني 1983 استقال منهما، فقُبِلَت استقالته في 16 شباط 1983.
كان لجواد هاشم دور في الكشف عن عقود وهمية للكهرباء في العراق، والتي أطاحت بوزير الكهرباء رعد شلال [الإنجليزية] في آب 2011.
يقيم حاليا في مدينة فانكوفر الكندية.

## مؤلفاته
- مذكرات وزير عراقي مع البكر وصدام.[7][8][3]